# Hemeralopía

Capas de la retina.

La hemeralopía (de la palabra griega “εημεραλοπια”, de “εημερα” (hēmera) día y “ωφς” (ōps) y “ωφος” (ōpos), ojo), es un padecimiento donde el paciente percibe visión borrosa en condiciones de baja luminosidad. Se considera un síntoma de una retinopatía, ya sea hereditaria o resultado de una alteración de la capa coriocapilar (capa de Ruysch) de la membrana coroides.

## Antecedentes
Los conos, células fotorreceptoras de la retina, son muy sensibles en la luz brillante y median en la visión diurna, visión cromática y agudeza de la agudeza visual. Por tanto, la disfunción de los conos da lugar a una mala visión central y en ocasiones problemas con la visión diurna (hemeralopía).
La hemeralopía no tiene relación con la nictalopía -de hecho es el efecto contrario-, dado que puede comprobarse cuando ocurre como efecto adverso de fármacos como la trimetadiona. Cuando un paciente sufre de hemeralopía inducida por drogas, regularmente no ocurre nictalopía, y no requiere descontinuar la medicación.

## Diferenciación de términos
Muchos libros de texto antiguos, y algunos nuevos dan como sinónimos a la hemeralopía y a la nictalopía, sin embargo, nuevas investigaciones en oftalmología y fisiología de la visión permiten hacer una diferenciación sutil. La hemeralopía es un problema que comienza en los bastones y posteriormente en los conos; la nictalopía lo es de los bastones. Estas células fotorreceptoras, más numerosas que los conos, son más sensibles con una iluminación tenue y son responsables de la visión nocturna y periférica. Si se produce una función de los bastones antes o es más intensa que la disfunción de los conos, dará lugar a una mala visión nocturna y pérdida del campo periférico; por lo general, se produce antes la nictalopía. La nictalopía es un síntoma temprano de la hipovitaminosis A y, parcialmente, de la vitamina B2, mientras que la hemeralopía, si es hereditaria, no tiene más que tratamientos paliativos, como el uso de lentes oscuros.